# Првенство Јужне Америке у фудбалу 1935.
Првенство Јужне Америке 1935.  је било тринаесто издање овог такмичења, сада познатог по имену Копа Америка. Турнир се играо у Перуу од 6. до 27. јануара 1935. године. На првенству су учествовале четири екипе. Уругвај који је освојио првенство по седми пут у својој историји. Друго место освојила је Аргентина, треће Перу и четврто Чиле. Ерминио Масантонио, аргентински репрезентативац је био најбољи стрелац првенства са четири постигнута гола.
Шест година после задњег одржаног првенства 1929 године одлучено је да се турнир поново одржава. Турнир није имао трофеј али је служио као квалификације за Фудбал на Летњим олимпијским играма 1936. које су требале да се одрже у Берлину, Немачка.

## Учесници
1.  Аргентина

2.  Перу

3.  Чиле
 
4.  Уругвај

## Град домаћин
| Лима                    | Лима |
| ----------------------- | ---- |
| Стадион Насионал (1897) |      |
| Капацитет: 40.000       |      |
|                         |      |

## Табела
| Репрезентација | И | Д | Н | И | ДГ | ПГ | ГР | Бод. |
| -------------- | - | - | - | - | -- | -- | -- | ---- |
| Уругвај        | 3 | 3 | 0 | 0 | 6  | 1  | +5 | 6    |
| Аргентина      | 3 | 2 | 0 | 1 | 8  | 5  | +3 | 4    |
| Перу           | 3 | 1 | 0 | 2 | 2  | 5  | −3 | 2    |
| Чиле           | 3 | 0 | 0 | 3 | 2  | 7  | −5 | 0    |

## Утакмице
| Аргентина                                               | 4–1 | Чиле       |
| ------------------------------------------------------- | --- | ---------- |
| Лаури 28’ · Аријета 49’ · Гарсија 57’ · Масантонијо 71’ |     | Кармона 8’ |

| Уругвај       | 1–0 | Перу |
| ------------- | --- | ---- |
| Х. Кастро 80’ |     |      |

| Уругвај        | 2–1 | Чиле        |
| -------------- | --- | ----------- |
| Киоча 33’, 35’ |     | Гиудице 54’ |

| Аргентина                               | 4–1 | Перу            |
| --------------------------------------- | --- | --------------- |
| Масантонијо 10’, 61’, 81’ · Гарсија 50’ |     | Т. Фернандез 2’ |

| Перу          | 1–0 | Чиле |
| ------------- | --- | ---- |
| Монтељанос 5’ |     |      |

| Аргентина | 0–3 | Уругвај                                 |
| --------- | --- | --------------------------------------- |
|           |     | Х. Кастро 18’ · Табоада 28’ · Киоча 36’ |

## Листа стрелаца
4 гола
- Масантонијо

3 гола
- Киоча

2 гола
| - Гарсија | - Х. Кастро |  |

1 гол
| - Аријета - Лаури - Кармона | - Гиудице - Т. Фернандез - Монтељанос | - Табоада |